# Dongyangosaurus
Dongyangosaurus ("ještěr od města Dong-jang") byl rod titanosauriformního sauropodního dinosaura, který žil zřejmě na počátku svrchní křídy na území provincie Če-ťiang v dnešní Číně. Tento masivní čtyřnohý býložravý dinosaurus byl popsán čínským paleontologem Luem a jeho kolegy v roce 2008.

## Popis
Dosahoval délky asi 15 metrů a hmotnosti kolem 7 tun, na sauropoda tedy spíše mírně podprůměrných rozměrů.

## Zařazení
Podle novější studie ze srpna roku 2019 je tento druh buď netitanosauridním somfospondylem nebo velmi bazálním (vývojově primitivním) zástupcem kladu Titanosauria.
Blízce příbuzným druhem byl podstatně větší Australotitan cooperensis, patřící k největším známým australským dinosaurům.